# フラボタンパク質
フラボタンパク質（英: Flavoprotein）は、補欠分子族としてリボフラビン誘導体のフラビンモノヌクレオチド(FMN)またはフラビンアデニンジヌクレオチド(FAD)を含むタンパク質の総称である。たとえば生物発光、酸化ストレスに関わるラジカルの除去、光合成、DNA修復、アポトーシスのような、非常に多くの生化学反応に関わっている。